# 쿠스코 왕국
쿠스코 왕국(Kingdom of Cusco) 또는 쿠스코, 쿠스코 연맹, 쿠스코 부족장국 또는 잉카 왕국은 13세기 초경 잉카족에 의해 설립된 작은 도시 국가로 시작하여 안데스산맥 도시 쿠스코에 기반을 둔 작은 정치체였다. 시간이 지나 전쟁이나 평화적 동화를 통해 잉카 제국 (1438–1533)으로 성장하기 시작했다.

## 정부
쿠스코의 정부는 이 지역의 대부분의 부족장국과 크게 다르지 않았다. 각 통치자가 쿠라카나 신치라는 칭호를 가졌을 가능성이 높으며, 잉카 로카의 치세까지 사파 잉카, 또는 줄여서 잉카라는 용어를 도입했다. 이 용어는 나중에 전체 민족 집단을 나타내게 되었고, "군주" 또는 "황제"의 역할을 의미하게 되었다.
쿠라카는 단순히 아이유 (공동체)의 우두머리였으며, 이는 동일한 공동 조상이나 원산지(파카리나)를 가진 가족들의 집단으로 크기나 영토가 상당히 다를 수 있었다. 한편, "강력한", "부유한" 또는 "위대한"을 의미하는 카파크라는 용어는 안데스 지역의 더 큰 부족장국을 책임지는 사람들이 보유한 칭호인 카파크 쿠라카 ("강력한 주인")와 같이 사용될 수 있었다. 마찬가지로 하툰 쿠라카 ("위대한 주인")라는 칭호도 같은 의미로 사용되었으며, 잉카 제국 시대에도 더 큰 지방의 우두머리를 지칭하는 데 사용되었는데, 이는 세 개로 나뉜 우앙카족의 경우와 같았다.
신치는 군벌 및 군사 지휘관의 안데스식 등가물이었다. 이 직위는 아이유 또는 부족장국의 가장 저명한 구성원들에 의해 선출되었으며, 공격 시 이를 방어하거나 다른 땅을 침략하는 것이 주요 역할이었다. 이는 임시적이었지만, 안데스 지역에서의 분쟁 기간이 수년 또는 수십 년 동안 지속될 수 있다는 점을 고려할 때, 신치라는 용어는 전쟁 중 쿠라카와 동등한 것으로 볼 수 있었다.

## 역사

### 건국

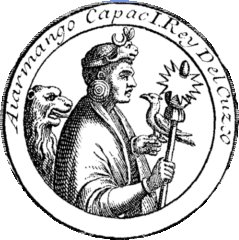
c. 1615년 경 안토니오 데 에레라 이 토르데시야스의 망코 카팍 초상화.

티티카카호에서 탈출하는 동안, 붕괴되는 티와나쿠 제국에서 온 푸키나어를 사용하는 이민자들의 대상이 파카리크 탐푸, 즉 마라스족의 파카리나를 우연히 발견했는데, 이는 마라스 투쿠(Maras t'uqu)라는 "창문" 중 하나에서 "부모 없이" 기원했기 때문이다. 그곳에서 여러 해를 머문 후, 집단은 두 갈래로 나뉘었는데, 첫째는 탐푸족으로, 수티 투쿠(Sut'i t'uqu)라는 다른 창문에서 나와 결국 올란타이탐보에 거주했으며, 둘째는 망코 카팍의 지휘 아래 마지막 창문인 카파크 투쿠(Qhapaq t'uqu)에서 나온 집단으로, 10개의 아이유 (공동체)로 구성되었다. 그들은 유목민적인 성격에도 불구하고, 여정 중에 몇 년씩 머물며 근처 마을이나 독립적인 아이유 주변 지역에서 농사를 지었다. 파카리크 탐푸에서 그들은 처음에는 우아난칸차(Huanancancha)에 머물렀는데, 여기서 망코 카팍은 마마 오클료를 서비나쿠이(축첩)로 받아들였다. 다음 정거장은 탐푸퀴로(Tampuquiro)였는데, 여기서 신치 로카가 태어났을 가능성이 있으며, 그 후 팔라타(Pallata)에 머물렀는데, 여기서 신치 로카의 첫 번째 이발이 축하되었다. 그들은 계속 전진하여 키리르만타(Quirirmanta)에 도착했으며, 여기서 망코 카팍은 관습적인 의례에 따라 마마 오클료와 결혼했고, 그 외에도 사나운 마마 우아코를 포함한 다른 아내들이 있었다. 잉카족은 알카우이사족의 지배를 받던 와나카우리를 점령하고 마타구아족에게도 같은 조치를 취했으며, 여기서 신치 로카의 와라치쿠이가 거행되어 그가 성인이 되었음을 선언했다. 마지막으로 그들은 쿠스코 계곡 전체의 주요 강인 와타나이 강을 점령할 계획을 세웠으며, 근처의 많은 민족 집단, 즉 우알라스족, 사뇨스족, 안타사야스족, 라레스족, 포케스족, 사우아세라스족, 그리고 이미 언급된 알카우이사족이 있었다.
분쟁이 임박하자 망코 카팍은 반대 부족장국들 간의 동맹을 모색했다. 그는 사뇨스족의 신치인 시티추아만(Sitichuaman)을 주목했다. 둘은 상황을 검토하고 신치 딸인 마마 코카와 신치 로카 간의 결혼을 결정했다. 그 후 두 집단은 합의하여 운영하기 시작했다. 상황을 감안하여 우알라스족은 신치인 아푸 카구아(Apu Cagua)의 지휘 아래 전쟁에 나섰다. 그러나 그들은 잉카 군대를 이끄는 마마 우아코의 뛰어난 참여로 인해 압도적인 패배를 당했다. 그녀의 명령으로 많은 사람들이 꼬챙이에 꿰였다. 패배한 그들은 현대의 잉카 성스러운 계곡을 향해 도망쳤다.
공동의 위험은 또한 알카우이사족과 사우아세라스족을 강력하게 결속시켰으며, 그들은 강력한 저항을 했지만 결국 패배했다. 알카추이사족의 족장 코팔리마이타(Copalimayta)는 지배보다는 망명을 택했고, 사우아세라스족은 남쪽으로 추방되었다. 나머지 세 집단에게도 비슷한 일이 일어났다. 포케스족은 동쪽의 파우카르탐보 강으로 추방되었다. 라레스족은 북서쪽의 현재 그들의 이름이 붙은 계곡으로 추방되었다. 반면 안타사야스족은 로퀘 유팡키 정부 시기에 (당시 족장의 가명인 키스코 아이유(Quisco ayllu)라는 이름으로) 쿠스코 외곽으로 추방되었다. 새로 건국된 쿠스코 시는 퀸티칸차(Quinticancha), 춤비칸차(Chumbicancha), 사이레칸차(Sairecancha), 야람부이칸차(Yarambuycancha)의 네 구역으로 나뉘었다.

### 후린 쿠스코

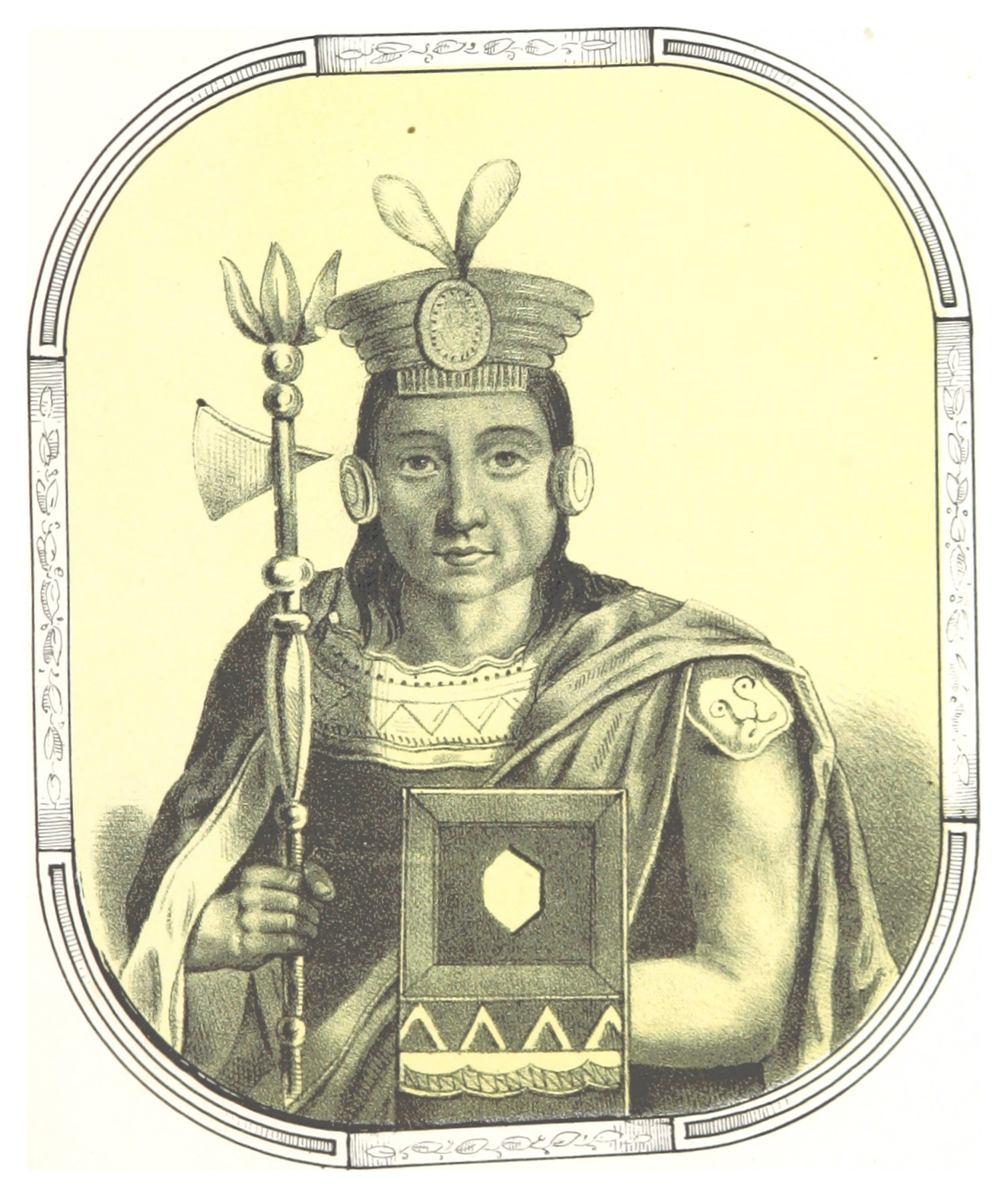
마스카이파차를 처음 착용한 신치 로카의 초상화.

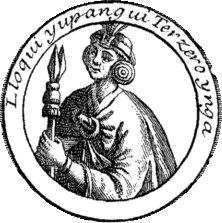
로퀘 유팡키의 초상화, 왼손의 디테일을 주목하라.

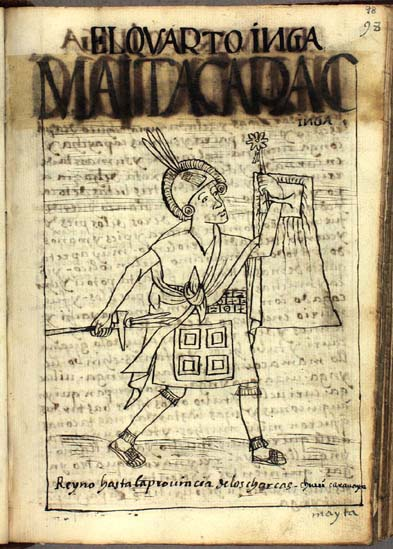
펠리페 과만 포마 데 아얄라가 그린 마이타 카팍 그림.

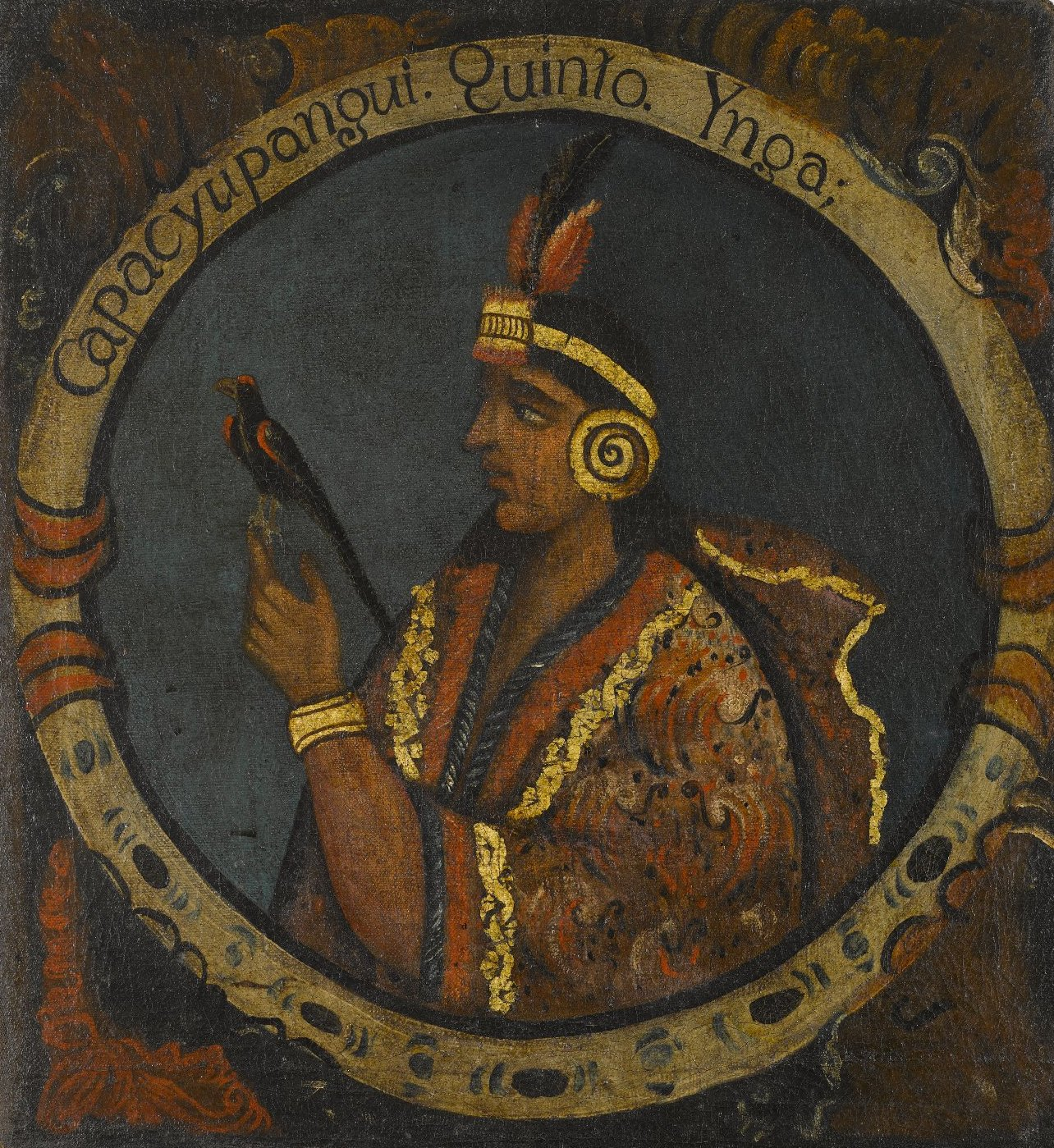
브루클린 미술관의 카팍 유팡키 초상화.

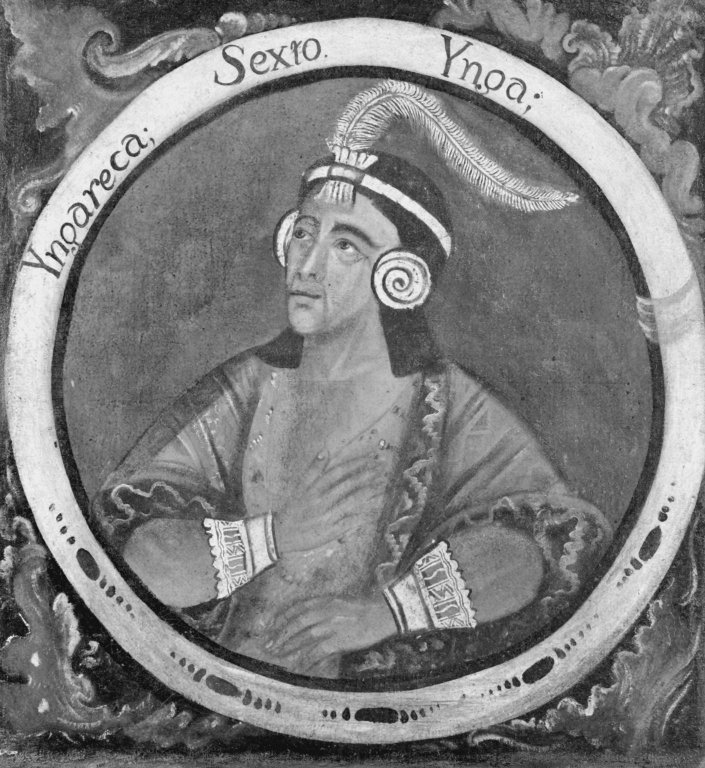
잉카 로카 초상화. 하난 쿠스코 출신의 첫 번째 잉카 통치자.

망코 카팍이 죽자, 그의 시신은 그의 가족(치마 파나카스)에 의해 미라화되었다. 신치 로카( 1230 – 경 1260경)는 쿠스코를 맡았다. 그의 이름 "관대한 군벌"은 계곡 정복에 눈에 띄는 참여를 나타내지만, 그의 정부 동안 쿠스코의 영토를 크게 확장하지 못했다. 그의 업적 중에는 테라스 건설과 계곡의 비옥도를 개선하기 위한 막대한 양의 흙 수입, 그리고 큰 아야르마카 부족장국과의 전쟁 충돌이 있다. 그의 후손과 가족들은 라우라 파나카스 내에 집단화되었다.
그의 후계자인 로퀘 유팡키( 1260 – 경 1290경)는 전투에서 그들의 지도자 토카이 카파크(Tocay Capac)의 죽음으로 생긴 기회를 이용하여 아야르마카 부족장국과의 전쟁을 계속했다. 이것은 아야르마카족이 오랫동안 잉카족에게 위협이 될 가능성을 크게 감소시켰고, 이로 인해 그는 마라스족의 영토를 정복할 수 있었다. 로퀘 유팡키는 영토를 확보하고 불필요한 분쟁을 피하기 위해 쿠스코 이웃 부족장국 및 아이유들과 좋은 관계를 유지하는 방법을 알고 있었다. 그는 아야르마카 아이유 중 일부인 탐푸쿤카(Tampucunca)와 퀴리스카치스(Quilliscachis)와 친구가 되었는데, 이는 거대 민족 집단 내에서 갈등을 야기했다. 그는 우마 아이유의 공주 마마 카우아(Mama Cahua)와 (정치적인 이유로) 결혼했으며, 그래서 그의 가족은 아우이니 파나카스 내에 집단화되었다.
젊은 마이타 카팍( 1290 – 경 1320경)은 그의 아버지가 노환으로 사망한 후 책임을 맡았다. 마스카이파차가 태양신전 안에 보관되어야 했고, 그의 삼촌이 몇 년 동안 그를 대신해야 했으며, 이것이 그의 이름 "강력한 자는 어디 있는가?" 뒤에 숨겨진 이유일 수 있다. 다른 가능성은 마이타가 의미가 사라진 푸키나어 용어였다는 것이다.
그의 형제들 중 네 번째로, 어린 시절부터 강인함, 신체적 지구력, 용기, 용맹함을 보였다고 한다. 그의 통치 기간 동안 알카우이사족은 수년 동안의 가짜 충성 후에 컬룸치마 아이유(cullumchima ayllu)의 도움으로 반란을 준비했다. 분쟁의 구실은 반대편의 남자와 여자 사이에서 발생한 우물에 대한 사건이었는데, 마이타 카파크가 알카우이사족 신치의 아들의 다리를 부러뜨렸다. 보복으로 인티칸차가 밤에 공격당했지만, 그는 반격하여 두 명을 죽이고 더 많은 사람들을 다치게 했다. 반란이 시작된 후, 잉카족은 두 번의 연속적인 승리를 거두어 일시적인 휴전으로 이어졌지만, 반군에 의해 즉시 위반되었다. 이후 세 번째 충돌에서 알카우이사 신치가 체포되어 종신형을 선고받았고, 그의 백성의 영토는 쿠스코 주민들에게 분배되었다. 승리에 만족하고 쿠스코 주변 권력 통합을 달성한 마이타 카파크는 군대를 쿤티족에 대한 탐험을 위해 준비했지만, 출발 전에 질병으로 사망했다.
그가 반란을 진압하는 데 성공했다는 소식이 퍼지자 많은 부족장국들이 쿠스코와 동맹을 맺었고, 그는 백성을 위해 큰 잔치를 열었다. 그는 콜라구아족의 족장의 딸인 마마 탄카라이(Mama Tancaray)와 결혼했고, 그의 파나카스는 우스카 마이타(Usca Mayta)라고 불렸다. 그는 또한 많은 자녀를 두었는데, 장남인 쿤티 마이타(Cunti Mayta)는 윌라크 우무로 임명되었고, 다른 자녀인 타르코 우아만(Tarco Huaman)을 후계자로 선택했다.
타르코 우아만은 아버지의 뒤를 성공적으로 이었지만 사촌인 카팍 유팡키에게 거의 즉시 퇴위당했다. 후자는 그의 형제 아홉 명을 죽이고 나머지를 모아 충성을 맹세하게 하여 그의 통치를 확보했다. 타르코 우아만은 아버지의 파나카스를 맡았고, 결국 새로운 사파 잉카에 의해 지사로 파견되어 새로 합병된 쿠요스 아이유에서 공물로 "안데스 산맥과 푸나 초원에서 온 새장 1000개"를 확보하도록 했다.
카팍 유팡키( 1320 – 경 1350경)는 쿠스코를 상속받았는데, 이는 더 이상 생존을 위해 고군분투하는 작은 침략자 부족장국이 아니라 권력을 얻기 위해 싸우는 나라였기에 이웃 강대국들의 직접적인 관심 대상이 되었다. 그는 삼촌의 계획을 계속하여 쿤티족을 침략했으며, 두 번의 전투에서 그들을 물리치고 6000명 이상을 죽였다. 그의 승리 덕분에 케추아 부족장국(케추아족과 혼동하지 말 것)은 동맹의 상징으로 많은 선물을 가지고 대사를 보냈다. 그들은 안다우아일라스 지방에서 침략 위협을 가하는 팽창하는 찬카족으로부터의 보호를 요청했다. 유팡키는 그들을 "위대한 전사"라고 생각하여 금은 조각들을 보내 제안을 수락했다. 나중에 그는 마스카의 부족장국을 정복하고 안타와 쿠요의 서부 아이유를 정복했다. 후자에서는 새장을 공물로 요청했다. 이 새장들은 군사 작전에 나가기 전 의식에 사용되었다.
아야르마카 부족장국은 이미 로퀘 유팡키에 의해 야기된 분쟁에서 회복되었고 쿠스코 정복 소식을 듣고 찬카족 전사들을 남쪽 이웃들보다 더 큰 위협으로 여겨 카팍 유팡키와 동맹을 맺고자 공주 쿠리 힐파이(Curi Hilpay)를 결혼 상대로 보냈으며, 이 연합에서 아들 퀴스페 유팡키(Quispe Yupanqui)를 얻었다. 쿠시 침보(Cusi Chimbo)는 그의 또 다른 아내로, 쿠리 힐파이 이전에 코야가 된 첫 번째 마마 침보(Mama Chimbo)의 언니였으며, "잔인하고 나쁜 행동을 하며 연회와 술을 좋아한다"고 묘사된다. 질투 때문이든 잉카 로카의 음모 (계획)의 일부였든, 그녀는 결국 금잔을 통해 남편을 독살했다. 이것은 쿠스코에 정치적 위기를 야기했고, 이어진 혼란은 이제 고립된 케추아 부족장국을 정복한 찬카족에 의해 이용되었다. 카팍 유팡키는 죽기 전에 퀴스페 유팡키를 후계자로 지명했지만, 불행히도 그는 하난 쿠스코 왕조의 지원을 받은 잉카 로카의 신속한 쿠데타 중에 암살되었다.

### 하난 쿠스코

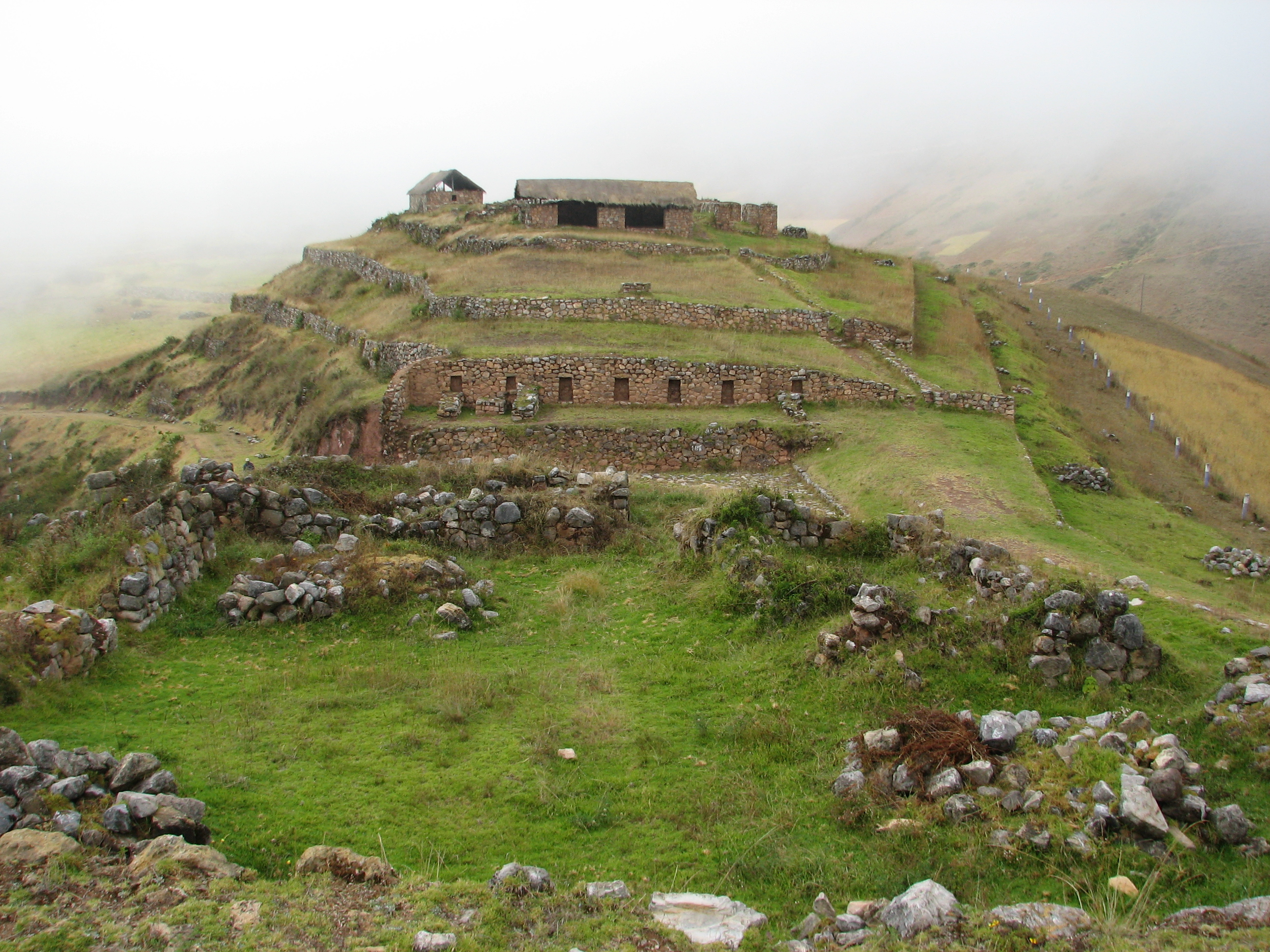
안다우아일라스에서 약 30km 떨어진 찬카족 "손도르 요새".

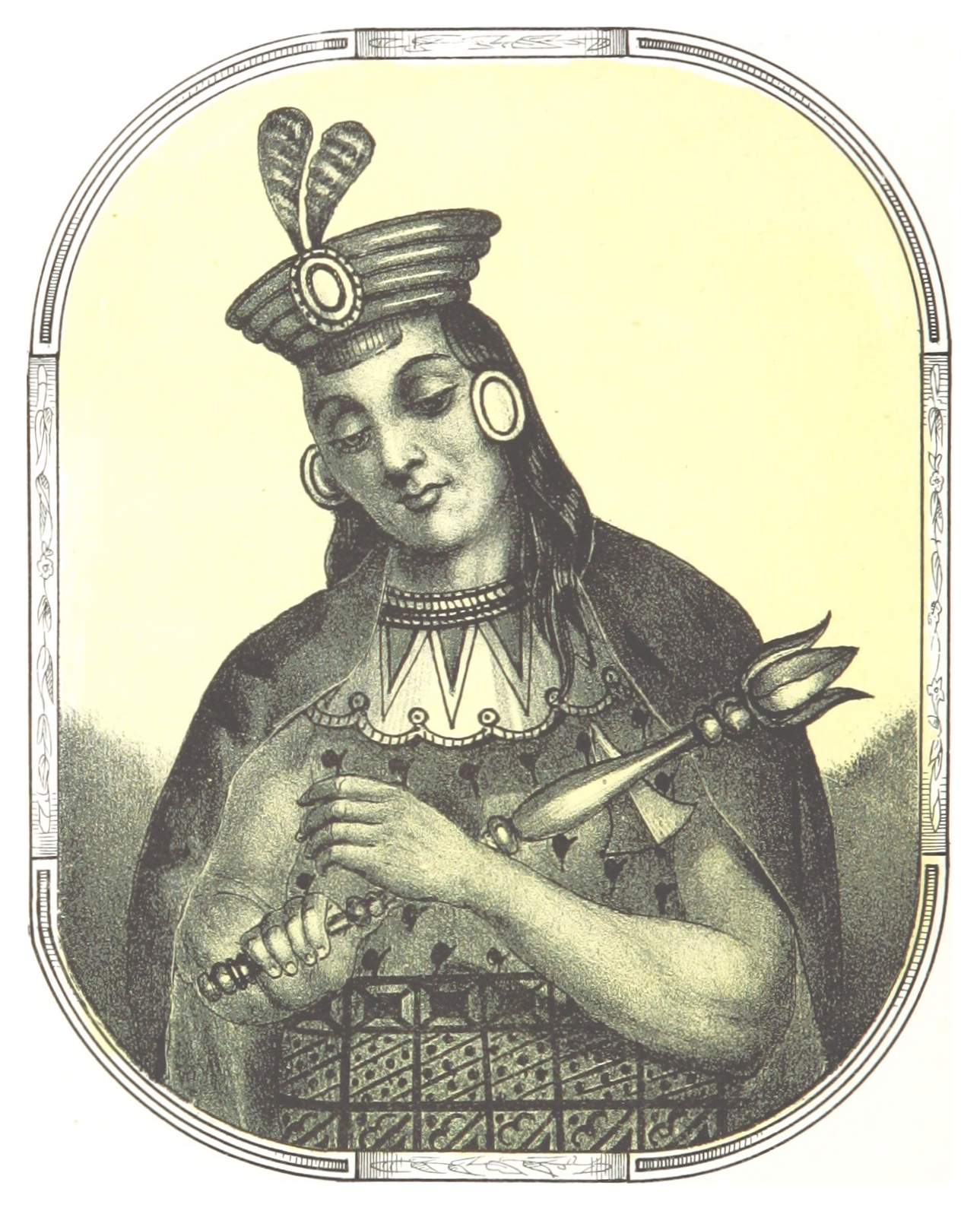
야와르 우아칵의 초상화.

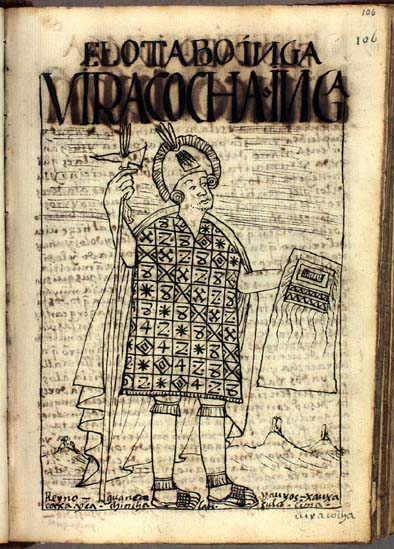
펠리페 과만 포마 데 아얄라가 그린 비라코차 잉카 그림.

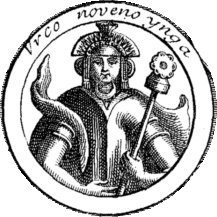
잉카 우르코 초상화.

잉카 로카( 1350 – 경 1380경)는 자신을 가리키는 용어로 "잉카"를 사용한 첫 번째 통치자였는데, 이는 군주 또는 황제를 의미했다. 그러나 알려진 바와 같이 민족 집단을 지칭하는 데도 사용되었고, 제국 시대에는 왕실 및 일부 귀족 구성원을 지칭하는 데도 사용되었다. 그 이전에는 쿠스코 통치자들이 당시 거의 모든 부족장국처럼 단순히 신치 또는 쿠라카 칭호를 가졌을 가능성이 높았다.
수도의 정치적 혼란으로 인해 여러 아이유가 새로운 정부에 반란을 일으켰는데, 그중에는 쿠시 우아만(Cusi Huaman) 족장이 후린 왕조의 동정자였던 마스카족도 포함되었다. 반란은 아무 효과가 없었고 유혈 전투 끝에 그는 쿠스코에 투옥되었다. 무이나(Muyna)와 피나구아(Pinagua) 부족장국의 신치들인 무이나 퐁고(Muyna Pongo)와 우아만 투파크(Huaman Tupac)는 이 기회를 이용하여 독립을 시도했지만, 첫 전투에서 바로 실패했으며, 첫 번째는 사망하고 두 번째는 도망쳐 다시는 나타나지 않았다.
이러한 사건 이후 잉카 로카는 퀴키하나를 통과하는 탐험을 이끌고 카이토마르카(Caytomarca) 마을을 정복했지만, 그곳에 주둔지를 남겨두지 않아 결국 잃게 되었다. 그는 또한 남서쪽의 푸마탐보(Pumatambo) 사람들을 정복했으며, 그곳에서 며칠 동안 여행하며 사원을 방문했다.
케추아족을 격파한 후 아푸리막강 경계에 위치한 찬카족은 이제 쿠스코와 아야르마카 부족장국 모두를 침략할 위협적인 위치에 놓였다. 아마도 그때까지의 승리에 자신감을 가졌던 그들은 잉카 로카 군대의 갑작스러운 공격에 준비되지 않았으며, 그는 카나스 지방과 칸치스 지방의 독립 부족장국에서 용병을 모집하여, 그들을 안다우아일라스까지 도망치게 만들었다. 수년 후, 그는 군대를 재무장하고 북동쪽의 파우카르탐보 강을 향한 또 다른 탐험을 이끌고 주변 마을을 정복했지만 "셀바의 눈썹"(고산 정글)을 통과하지 않았다. 이것은 잉카족이 가졌던 첫 코카 차크라였다.
잉카 로카가 정부 기간 동안 한 일 중 하나는 인티칸차에 있는 자신의 집을 하난 시 반쪽에 새로 지은 궁전으로 바꾸는 것이었고, 그곳에 열두 각의 돌이 놓여 있었다. 따라서 각 사파 잉카가 이전 통치자의 관저를 사용하는 대신 자신의 관저를 지어야 한다는 전통이 생겨났다. (즉, 태양 신전). 그는 사피(Saphy) 강과 툴루마요(Tullumayo) 강이 도시의 심장부를 지나 와타나이 강, 즉 계곡의 주요 강에 합류할 때까지 흐르도록 수로를 건설하여 쿠스코를 개선했으며, 오늘날에도 남아 있는 석판을 사용했다. 그는 또한 젊은 귀족 구성원들에게 무기 사용 및 키푸를 가르치도록 명령했으며, 잉카 가르실라소 데라베가에 따르면 그는 최초의 야차이와시를 설립한 사람이었다.
잉카 로카는 결국 쿠시 침보와도 결혼했지만, 최종적으로 선택된 코야는 우아야칸 민족 집단의 우두머리인 수마크 잉카의 딸인 마마 미카이였으며, 그는 그녀를 매우 사랑했고 그녀와 함께 아들 티투 쿠시 우아야파를 두었다. 마마 미카이는 아야르마카 부족장국의 지도자 토카이 카파크의 전 약혼녀임이 밝혀졌고, 이 소식을 듣고 우아야칸 아이유에 전쟁을 선포했다. 수년간의 분쟁 끝에 양측은 어린 티투 쿠시 우아야파를 아야르마카 민족에게 넘겨야 한다는 조건으로 평화에 합의했는데, 이를 위해 우아야칸족은 아들을 어머니의 땅을 방문하고 미래 상속인으로 인정하는 구실로 초대했다.
미카오칸차(Micaocancha) 마을에서 그들은 "밭을 갈아야 한다"는 이유로 그를 혼자 남겨두고 매복한 아야르마카족에게 의도적으로 납치당하도록 했고, 그들은 그를 아미라(Amaru) 마을로 데려갔다. 이곳에서 토카이 카파크는 부하들에게 그를 죽이라고 명령했지만, 전설에 따르면 소년이 울자 눈에서 피가 나오기 시작했다. 이 광경에 감동한 족장은 그의 목숨을 살려주고 가축을 방목하게 했으며, 그곳에서 안전을 위해 아야르마카 국가의 수도인 아과이로칸차(Aguayrocancha)로 이송되었다. 한편 잉카 로카는 보복으로 아들이 죽을까 봐 공격하여 구출할 엄두를 내지 못했으며, 소년은 1년 동안 아야르마카 부족장국에 머물렀고, 토카이 카파크의 아내이자 안타 족장의 딸인 치모르 오르마(Chimor Orma)가 그에게 애정을 품고 친척들과 함께 도망치기로 결정할 때까지 말이다. 그리하여 어느 날 다른 아이들과 놀러 나갔을 때 약속 장소에서 일행과 만났고 그들은 서둘러 도시를 떠났다.
아야르마카족이 경고받자, 그들은 쿠스코 시에서 약 31km 떨어진 우아포 호수까지 추격했고, 그곳에서 작은 전투 후 철수할 수밖에 없었다. 그곳에서 그는 쿠스코로 돌아왔고, 베풀어진 큰 은혜에 대한 보상으로 안타족은 그 이후로 수도의 형제로 대우받았다. 적대 행위를 끝내기 위해 쿠스코와 아야르마카 부족장국은 결국 여성 교환을 했다. 토카이 카파크의 딸인 마마 치키아(Mama Chiquia)는 티투 쿠시 우아야파에게 주어졌고, 잉카 로카의 딸인 야스타 쿠리 오클료(ñusta Curi Ocllo)는 토카이 카파크에게 주어졌으며, 그는 그녀와 함께 후궁을 늘렸다. 사파 잉카는 그의 긴 통치 말기에 많은 자녀를 남겼는데, 그들은 그의 다른 아들인 비카키라오(Vicaquirao)의 이름을 딴 비카키라오 파나카스에 모였다. 그의 통치는 쿠스코 역사상 최고의 통치 중 하나였으며 잉카 제국이 될 기초를 다졌다.
티투 쿠시 우아야파는 아버지의 뒤를 이어받을 때 야우아르 우아카( 1380 – 경 1400경) "피를 흘리는 자"라는 이름을 취했는데, 이는 어린 시절의 사건을 기념하기 위한 것이었다. 그의 통치 초기에 그는 비카키라오의 도움으로 무이나와 피나구아 부족장국의 신치들에 의한 또 다른 반란 시도를 진압해야 했고, 이것으로 인해 그는 형제의 "오른팔"로서 아푸키스파이 칭호를 얻었으며, 끊임없이 발생하는 반란은 아마도 정복된 영토에 병력이 부족했기 때문이었을 것이다. 그래서 문제를 논의한 후 둘 다 각 합병된 땅에 주둔지를 남겨두기로 합의했다. 이 이후, 그는 쿠스코 주변의 약 10개 이웃 아이유를 정복하고 같은 이름의 아이유 이름을 따서 비초 투파크(Viccho Tupac)라고 이름 지은 첩과의 아들을 두었다.
이 시기에는 마마 치키아와의 결혼 덕분에 아야르마카족과의 사건이 없었고, 그녀는 결국 코야가 되었으며, 그와 함께 아들 파우카르 아이유(Paucar Ayllu)와 파우아크 우아야파 마이타(Pahuac Huallpa Mayta)를 낳았는데, 후자는 둘 중 가장 어렸음에도 불구하고 그의 후계자가 되었다. 이것은 우아야칸 부족장국에게 불만을 야기했으며, 그들은 야우아르 우아카가 우아야칸 여성과의 아들인 마르카유토(Marcayuto)가 아우키 (왕세자)가 되기를 원했는데, 아마도 정부에 영향력을 행사하려는 의도였을 것이다. 그들은 파울로(Paulo) 마을에서 젊은 왕자를 매복할 계획을 세웠고, 그리하여 초대를 보냈는데, 그의 아버지는 동의했지만 아들에게 40명의 린리유크(잉카 귀족)를 경호원으로 동반하게 하고 그에게 위협을 가하는 누구든지 죽이라는 명령을 내렸다.
예방 조치에도 불구하고 두 사람 모두 매복으로 사망했고, 그리하여 야우아르 우아카는 우아야칸족의 수도인 파울로 마을을 휩쓸도록 명령했으며, 일부는 추방하고 많은 다른 사람들은 학살했다. 이 비극적인 사건 이후 사파 잉카는 콜라수유를 향한 탐험을 위해 군대를 준비했고, 이를 위해 그의 대부분의 연맹 부족장국과 아이유는 "피와 불로" 전쟁을 벌이겠다는 약속에 끌려 스스로 나섰다. 그의 계획은 쿠스코의 승리가 그들의 권력을 증가시킬 것을 두려워하며 강제적인 미타 (노예제)에 압력을 받은 쿤티족의 봉기에 의해 중단되었다. 그들은 야우아르 우아카가 술에 취해 있던 쿠스코의 파티를 이용해 그의 머리를 쳤는데, 이는 현재의 모든 쿤티족이 무장 봉기하라는 신호였다. 그것이 반란임을 깨닫고, 그는 다른 사람들과 함께 인티칸차로 피신했지만, 그들은 모두 신전 입구에서 살해당했다. 반란군은 도시를 약탈할 수도 있었지만, 예상치 못하게 내린 뇌우 때문에 멈췄고, 이를 신의 징조라고 믿고 아마도 쿠스코 군대의 보복을 두려워하며 모두 자신들의 땅으로 돌아갔다.
야우아르 우아카의 시역은 쿠스코에 혼란을 야기했고, 이로 인해 찬카족이 아푸리막강을 탈환할 수 있었다. 그의 가족 중 남아 있는 소수는 아우카일리 파나카(Aucaylli panaca)라는 이름으로 모였는데, 이는 전 사파 잉카의 많은 아들들 또한 공격으로 사망했기 때문이다. 정부 승계에 대한 명확한 후보자가 없이, 나머지 파나카스는 무엇을 해야 할지 결정하기 위해 만났다. 일부는 사파 잉카 직위를 제쳐두고 국가의 저명한 구성원들이 정부를 맡도록 제안했고, 다른 사람들은 지도자 없이는 얻은 모든 영토가 사라질 것이라고 주장했다. 대화가 격렬해지자 한 여성이 전 군주의 조카인 하툰 투파크(Hatun Tupac)를 제안하며 그가 자격이 있다고 주장했다.
출처마다 야와르 우아카의 아들인지 아닌지에 대한 의견이 다르지만, 분명한 것은 그가 하난 쿠스코에 속했고 합법적인 아들이자 후계자로 세상에 알려졌다는 것이다. 아마도 미래 세대에 본보기가 되는 것을 피하기 위해 반란의 흔적을 완전히 지우고 권력의 연속성을 보존하려는 의도였을 것이다. 선택되자 하툰 투파크는 비라코차 잉카( 1400 – 경 1438경)라는 이름을 취했는데, 아마도 신 비라코차가 나타났다는 꿈을 꾸었기 때문이며, 그의 정당성을 강화하기 위한 목적도 있었을 것이다. 그의 대관식에는 전통대로 모든 합병된 땅의 쿠라카들이 참석했으며, 일부 이웃 국가들도 참석했다. 콜라 왕국의 영주 추치 카파크(Chuchi Capac)가 눈에 띄었는데, 그는 수많은 하인과 엄청난 부를 실은 가마들을 가지고 왔다.
새로 임명된 사파 잉카는 안타 족장의 딸인 마마 룬투(Mama Runtu)를 아내로 선택했고, 그녀와 함께 아들 쿠시 유팡키와 카파크 유팡키를 낳았다. 코야는 수줍은 성격이었고, 그녀의 지위에도 불구하고 일부 첩들, 특히 사우아세라 아이유 출신이자 군주의 총애를 받는 아들 잉카 우르코와 잉카 소크소(잉카 소크소는 아버지의 혈통인 소크소 파나카스를 맡았다)의 어머니인 쿠리 쿨피(Curi Chulpi)만큼 남편의 정부에 영향을 미칠 수 없었다.
비라코차 잉카는 유카이 구역과 칼카 구역의 계곡을 침공하여 빠르게 정복했다. 이어서 피사크 구역 계곡에서 파카이카차(Pacaycacha)가 이끄는 소규모 반란을 진압해야 했다. 쿠스코 근처에서의 이 봉기는 무이나와 피나구아 부족장국이 다시 반란을 일으킬 기회를 제공했으며, 이번에는 론도칸차(Rondocancha)와 카사칸차(Casacancha) 사람들의 지지를 받았고, 이어서 아야르마카와 구아포마르카족의 공격이 이어졌다. 그러나 이들은 비카키라오와 아포 마이타의 군사 지휘 덕분에 모두 패배했다. 후자는 카팍 유팡키의 손자였다.
카이토마르카 사람들은 비라코차의 메신저를 학대하고 자신들이 그를 두려워하지 않으니 사파 잉카가 자신들이 그의 권력에 복종할 것이라고 생각하면 미친 것이라고 말하며 반란을 일으켰다. 그래서 그들은 우루밤바 강의 동쪽 제방에 요새를 세우고 칼카 구역에서 빠르게 이동하는 잉카 군대를 기다렸다. 전투가 시작되자 양측은 대부분의 분쟁과 마찬가지로 큰 외침과 함께 투석기를 사용하여 강 건너편으로 돌을 던졌고, 이틀 동안 계속되었다. 그러던 밤, 비라코차는 돌을 불에 달궈 특정 혼합물이나 천으로 감싸고 금실이 달린 투석기에 넣어 던지도록 명령했다. 비라코차는 불타는 발사체를 엄청난 힘으로 발사하여 집의 초가 지붕에 즉시 불을 붙였다. 사람들이 집을 떠날 때, 한 노파는 돌이 하늘에서 떨어지는 것을 목격했다고 주장하며, 그것을 그들의 반란 행위에 대한 신성한 보복의 신호로 믿었다. 패배를 두려워한 그들은 뗏목을 타고 강을 건너 제물을 바쳐 잉카족과 화해했다. 비라코차는 무관심한 척했지만, 그날 항복하지 않았다면 이미 건설을 명령한 큰 뗏목으로 그들을 무찌를 것이라고 말했다. 그들은 이어서 평화 협정을 맺었고, 비라코차는 카이토마르카 신치에게 선물로 자신의 여성 중 한 명을 주었다.
비라코차의 병력이 수도 밖에 있는 동안, 야와르 우아칵의 형제가 후린 쿠스코 구성원들의 도움을 받아 잉카 라프틴(쿠스코에서 사파 잉카 부재 시 대리인)을 암살했다. 그러나 그는 벌을 두려워하여 결국 독으로 자살하기 전에 대중이나 나머지 귀족으로부터 충분한 지지를 얻지 못했다. 그럼에도 불구하고 비라코차는 불안했고, 윌라크 우무를 영구적으로 자신 스스로 임명하여 위협을 해결하기로 결정했다. 그는 여전히 후린 왕조의 인물을 선택했지만, 사전에 그들의 충성을 확보했다. 펠리페 과만 포마 데 아얄라에 따르면, 그는 또한 "모든 우상과 와카를 불태우고 싶었지만", 마마 룬투가 조상의 법을 어기면 죽을 것이라고 말하여 이를 막았다고 한다.
질서가 회복되자 그의 정부는 새로운 주택 건설, 차크라 수 늘리기, 페퍼나무와 폴리레피스 숲 확대, 그리고 직물 제조에 집중했는데, 이는 전사들과 하인들의 봉사에 대한 보상에 필요한 제품이었다. 그는 귀족들의 의상이 토카푸를 갖도록 큰 신경을 썼다.
이 시기에 루파카족 부족장국과 콜라 왕국은 콜라오 지역에서 격렬한 라이벌 관계였으며 점점 강해지고 있었다. 그러나 서로에 대한 공동의 두려움 때문에 전면전을 원하지 않았기 때문에 대신 잉카족과 동맹을 모색했다. 비라코차는 양측 모두에게 자신의 지지를 약속했지만, 이전에 카나스 지방 부족장국을 물리치고 그들의 땅을 차지했던 루파카족의 쿠라카 쿠리(Curi)에게는 비밀리에 도움을 약속했다. 남쪽으로 가는 길에 비라코차는 거의 저항 없이 칸치스 지방 부족장국을 성공적으로 정복했다. 한편, 그들의 카나스 지방 이웃들은 평화롭게 합병되었는데, 이를 위해 그는 신 비라코차에게 헌정하는 사원 건설을 명령하고 아야비리 마을에서 잉카족에게 물자를 제공하도록 주선했다.
콜라 왕국의 쿠라카는 잉카족의 비밀 동맹을 알게 되었고 동맹국이 도착하기 전에 루파카족 상대와 대결하기로 결정했다. 그 결과 파우카르콜라 구역에서의 전투는 쿠라카 쿠리의 승리로 끝났다. 비라코차는 결과 소식을 듣자마자 즉시 현장으로 향했다. 두 통치자의 만남은 추쿠이토에서 이루어졌고, 그들은 우정의 상징으로 치차 케로를 나누며 영원한 평화를 맹세했다. 케로는 행사를 기념하기 위해 춤과 음악이 공연되는 가운데 사제들에 의해 신전으로 운반되었다.
비라코차가 쿠스코로 돌아왔을 때, 그는 칼카 지방의 자신의 궁전에서 은퇴하고 그의 부재 시 공식적으로 "잉카 라프틴"이라는 칭호를 받은 잉카 우르코를 후계자로 지명하고 싶다고 말했다. 마스카이파차는 칼카 지방에서 인티칸차로 옮겨졌고, 그곳에서 선택된 상속자는 며칠 동안 금식, 의식, 준비 기간을 거쳤다. 정해진 날에 그는 머리에 왕관을 쓰고 나와 신전에서 추가 희생 제사를 지내고 쿠스코 전역에서 성대한 축하 행사를 벌였다.
백성과 귀족의 큰 실망 속에서 그의 짧은 통치는 쿠스코 역사상 가장 재앙적이었다. 그는 쿠스코 전역의 유흥 시설에서 술과 함께 대부분의 시간을 보냈다. 그는 성기를 드러내거나 소변이 가득 찬 잔을 던지는 것을 부끄러워하지 않았고, 거리 한가운데서 구토하는 것으로도 알려져 있었다. 그의 아내인 코야의 감정에는 개의치 않고, 사회적 신분이 낮거나 어린 야나코나, 심지어 마마코나든 상관없이 원하는 여성들과 함께 날을 보냈다. 매력적이라고 생각하는 귀족의 아내들에게는 "우리 아이들은 어때요?"라고 말하며, 그가 그녀들과 함께 있었고 그녀의 아이들은 남편의 아이들이 아니라는 것을 암시했다.
그는 자신의 집을 짓거나 어떤 종류의 구조물을 짓으려 하지 않았고, 전사로서도 완전히 쓸모가 없었다. 잉카 사회 전반에 걸쳐 불만이 가득하여 많은 귀족들이 그를 전복시키고 싶어했다. 그 우두머리에는 아포 마이타가 있었는데, 그는 의도에도 불구하고 비라코차의 분노와 복수를 두려워했다. 아마도 그는 그의 버릇없는 아들의 공동 통치자로서 일부 행정 기능을 수행했을 것이다.

## 참고
1. ↑  잉카족은 푸키나어도 사용했다. 잉카 가르실라소 데라베가는 마이타가 고유 명사이며 의미가 없다고 썼다. 마찬가지로 다른 출처에서는 그의 이름의 의미를 쓰지 않는다. 케추아어로 mayta 또는 maytaq?는 "어디?, 어느 것?, 그것은 어디에 있니?"를 의미한다.
2. ↑  일부 출처는 이러한 분쟁을 반란보다는 정복으로 묘사한다.

## 추가 자료
- (스페인어) 마리아 로스트보로프스키, 페루 주제 백과사전 - 잉카, 리마: 엘 코메르시오 S.A., 2004
- (스페인어) 편집 솔 90, 유니버설 히스토리 5 - 콜럼버스 이전 아메리카, 바르셀로나, 스페인, 2002
- (영어) 부시넬, 페루 - 고대 민족과 장소
- (영어) 매쿼리, 킴; 잉카 최후의 날, 사이먼 & 슈스터, 2007 ISBN 978-0-7432-6049-7